# (6513) 1987 UW1
(6513) 1987 UW1 es un asteroide perteneciente al cinturón de asteroides, región del sistema solar que se encuentra entre las órbitas de Marte y Júpiter, descubierto el 28 de octubre de 1987 por Seiji Ueda y el astrónomo Hiroshi Kaneda desde el Kushiro Marsh Observatory, Hokkaido, Japón.

## Designación y nombre
Designado provisionalmente como 1987 UW1.

## Características orbitales
1987 UW1 está situado a una distancia media del Sol de 2,620 ua, pudiendo alejarse hasta 2,960 ua y acercarse hasta 2,280 ua. Su excentricidad es 0,130 y la inclinación orbital 8,726 grados. Emplea 1548,93 días en completar una órbita alrededor del Sol.

## Características físicas
La magnitud absoluta de 1987 UW1 es 13,69. Tiene 5,495 km de diámetro y su albedo se estima en 0,585.